# .ni
.ni為尼加拉瓜國家及地區頂級域（ccTLD）的域名。該域名於1989年10月13日啟用。出于政治等原因，.ni偶尔也会被北爱尔兰的网站使用。該域名由尼加拉瓜國立工程大學管理。

## 外部連結
- IANA .ni whois information（页面存档备份，存于）
- .ni domain registration website
- www.co.ni